# 2008年コモンウェルス・バンク・テニス・クラシック
2008年コモンウェルス・バンク・テニス・クラシック(2008 Commonwealth Bank Tennis Classic)は、2008年9月8日から9月14日にかけて、インドネシア・バリ島のグランド・ハイアット・バリにて開催された女子プロテニスツアーのWTAツアートーナメント大会である。サーフェスは屋外ハードコート、大会グレードはWTAティアⅢに属す。本年で通算14回目の開催となり、この年を最後に本大会は終了した。

## 優勝

### シングルス
パティ・シュナイダー def.  タミラ・パスゼック, 6–3, 6–0
- シュナイダーにとって今シーズン初、キャリア通算11度目のツアーシングルスタイトル獲得となった[1]。

### ダブルス
謝淑薇  /  彭帥  def.  マルタ・ドマホフスカ /  ナディア・ペトロワ, 6–7(4), 7–6(3), 10–7
- 謝にとって今シーズン初、キャリア通算3度目のツアーダブルスタイトル獲得となり、彭にとって今シーズン2度目、キャリア通算4度目のツアーダブルスタイトル獲得となった[2]。